# Anne Carson
Anne Carson (Toronto, 21 giugno 1950) è una poetessa, saggista e traduttrice canadese.
Formatasi all'Università di Toronto, dal 1979 ha insegnato lettere classiche, letterature comparate e scrittura creativa in università degli Stati Uniti e del Canada, tra cui l'Università McGill, l'Università del Michigan, l'Università di New York e l'Università di Princeton.
Con più di venti libri scritti e tradotti pubblicati fino ad oggi, è stata premiata con le borse di studio Guggenheim e MacArthur, ha vinto il Lannan Literary Award, due Griffin Poetry Prize, il T. S. Eliot Prize, il Premio Principessa delle Asturie, il Governor General's Award per la poesia in lingua inglese e il Premio PEN/Nabokov, ed è stata nominata membro dell'Ordine del Canada nel 2005 per il suo contributo alle lettere canadesi.

## Biografia

### Infanzia
Anne Carson è nata a Toronto il 21 giugno 1950. Suo padre era un banchiere, per questo è cresciuta in diverse piccole città canadesi.

### Istruzione
Ai tempi del liceo, un insegnante di latino la introdusse al mondo e alla lingua dell'Antica Grecia, dandole anche lezioni private. Iscritta al St. Michael's College dell'Università di Toronto, interruppe gli studi due volte, alla fine del primo e del secondo anno. Carson, infastidita dagli obblighi curriculari (in particolare da un corso obbligatorio su Milton), si ritirò per un breve periodo nel mondo delle arti grafiche. Infine ritornò all'Università di Toronto, dove conseguì la laurea triennale nel 1974, la laurea magistrale nel 1975 e il dottorato di ricerca nel 1981
Studiò anche metrica e filologia greca all'Università di St Andrews.

### Scrittura
Con una formazione da classicista e un interesse per la letteratura comparata, l'antropologia, la storia e le arti, fonde nella sua scrittura idee e temi provenienti da molti campi del sapere. Fa spesso riferimento, modernizza e traduce la letteratura greca e latina antica - scrittori come Eschilo, Catullo, Euripide, Omero, Ibico, Mimnermo, Saffo, Simonide, Sofocle, Stesicoro e Tucidide. È anche influenzata da scrittori e pensatori più moderni, come Emily Brontë, Paul Celan, Emily Dickinson, Georg Wilhelm Friedrich Hegel, Friedrich Hölderlin, Franz Kafka, John Keats, Gertrude Stein, Simone Weil e Virginia Woolf. Molti dei suoi libri mescolano in varia misura le forme della poesia, del saggio, della prosa, della critica, della traduzione, del dialogo drammatico, della narrativa e della saggistica.
In Italia, l'opera di Carson è stata pubblicata per la prima volta nel 2010 (con Antropologia dell'acqua, pubblicata da Donzelli Editore), ma non è stato che all'inizio degli anni Venti che il mercato editoriale italiano ha iniziato a mostrare un serio interesse per la traduzione delle opere dell'autrice canadese. La sua opera saggistica è infatti in corso di traduzione italiana presso l'editore letterario Utopia.
Eros the Bittersweet - il suo primo libro di saggistica, pubblicato nel 1986 - esamina l'eros come esperienza simultanea di piacere e dolore, esemplificata al meglio da "glukupikron", una parola di creata da Saffo e il "dolceamaro" del titolo del libro. Il libro considera come le triangolazioni del desiderio appaiano negli scritti di Saffo, dei romanzieri greci antichi e di Platone. Una rielaborazione della sua tesi di dottorato del 1981, Odi et Amo Ergo Sum ("Odio e amo, quindi sono"), Eros the Bittersweet "ha gettato le basi per le sue pubblicazioni successive, [...] formulando le idee sul desiderio che sarebbero venute a dominare la sua produzione poetica", e affermando il suo "stile di modellare i suoi scritti sulla base della letteratura greca classica".
Men in the Off Hours (2000) è una raccolta ibrida di poesie brevi, saggi in versi, epitaffi, prose commemorative, interviste, sceneggiature e traduzioni dal greco antico e dal latino (di Alcmane, Catullo, Saffo e altri). Il libro rompe con il modello consolidato di Carson di scrivere poesie lunghe. I pezzi includono diversi riferimenti a scrittori, pensatori e artisti, nonché a figure storiche, bibliche e mitologiche, tra cui Anna Akhmatova, Antigone, Antonin Artaud, John James Audubon, Agostino, Bei Dao, Catherine Deneuve, Emily Dickinson, Tamiki Hara, Hokusai, Edward Hopper, Longino, Tucidide, Tolstoj e Virginia Woolf.
Ha tenuto una serie di "discorsi brevi", o poesie di breve formato su vari argomenti, in occasione del discorso alla classe di dottorato dell'Università di Toronto del 2012. Ha anche partecipato al progetto Sixty Six Books del Bush Theatre nel 2011, scrivendo un pezzo intitolato "Jude: The Goat at Midnight", basato sull'epistola di Giuda della Bibbia di Re Giacomo.
La sua opera saggistica è in corso di pubblicazione in Italia per l'editore Utopia.

## Opere
- Odi et amo ergo sum (1981)
- Eros the Bittersweet (1986) 
  - Eros il dolceamaro, Milano, Utopia, 2021. ISBN 9791280084255
- Glass, Irony, and God (1995)
  - Vetro, Ironia e Dio, Milano, Crocetti, 2023. ISBN 9788883063855
- Plainwater (1995)
  - Antropologia dell'acqua. Riflessioni sulla natura liquida del linguaggio, Roma, Donzelli, 2010. ISBN 978-8860364814
- Autobiography of Red: A Novel in Verse (1998) 
  - Autobiografia del rosso, Milano, Bompiani, 2000; Milano, La nave di Teseo, 2020. ISBN 9788834604014
- Economy of the Unlost: Reading Simonides of Ceos with Paul Celan (1999) 
  - Economia dell'imperduto, Milano, Utopia, 2020. ISBN 9791280084064
- Electra  (2001)
- Men in the Off Hours (2001)
- The Beauty of the Husband: A Fictional Essay in 29 Tangos (2001)
  - La bellezza del marito. Un saggio romanzo in 29 tanghi, Milano, La Tartaruga, 2022. ISBN 9788894814422
- If Not, Winter: Fragments of Sappho (2002)
- Decreation: Poetry, Essays, Opera (2005)
  - Decreazione, Milano, Utopia, 2023. ISBN 9791280084606
- Grief Lessons: Four Plays by Euripides (2006)
- An Oresteia (2009)
- NOX (2010)
- Antigonick (2012)
- Red Doc (2013)
- Iphigenia among the Taurians (2014)
- The Albertine Workout (2014)
  - The Albertine Workout, Roma, Tlon, 2019. ISBN 978-8899684549
- Nay Rather (2014)
- Float (2016)
- Norma Jeane Baker of Troy (2019)
  - Era una nuvola, Milano, Crocetti, 2021. ISBN 9788883063374
- H of H Playbook (2021)
- Wrong Norma (2024), in corso di traduzione per Utopia.